# Crataegus tristis
Crataegus tristis är en rosväxtart som beskrevs av Chauncey Delos Beadle. Crataegus tristis ingår i Hagtornssläktet som ingår i familjen rosväxter. Inga underarter finns listade i Catalogue of Life.